# MOA (アルバム)
『MOA』（モア）は、日本のソロプロジェクト・Neat'sが2014年6月22日にdada popから発売した3枚目のオリジナルアルバム。

## 内容
前作『MODERN TIMES』から約1年5ヶ月ぶりのオリジナルアルバム。前作同様、一般流通での発売はされず、オフィシャルサイトでの通販とライブ会場限定で発売された。
前作や前々作までと異なり、DVDは付属していないが、ボーナストラックとして音楽雑誌・『サウンド&レコーディング・マガジン』の企画で制作された砂原良徳による「よるのいろ ～electro circus by 砂原良徳～」が収録されている。
タイトルは絶滅した鳥類・モアから。自身が落ち込んでいる際にDNAや深海魚、絶滅動物の図鑑を収集し、その中でモアに自身を重ねて、「絶滅する生き物である自分が、不死鳥になれたら幸せだろう」と妄想を巡らせたことに由来している。

## 収録曲
1. MOA
作詞・作曲・編曲：新津由衣
今作の表題曲。
2. グレイの森
作詞・作曲・編曲：新津由衣
3. 夕暮れレコード
作詞・作曲・編曲：新津由衣
4. 黄昏れに雨
作詞・作曲・編曲：新津由衣
5. よるのいろ
作詞・作曲・編曲：新津由衣
6. 新世界
作詞・作曲・編曲：新津由衣
7. 海
作詞・作曲・編曲：新津由衣
8. 砂漠のスコルピオン
作詞・作曲・編曲：新津由衣
9. グレイテスト・エデン
作詞・作曲・編曲：新津由衣
10. wonderland
作詞・作曲・編曲：新津由衣
11. クライマーズ
作詞・作曲・編曲：新津由衣
12. よるのいろ ～electro circus by 砂原良徳～
作詞・作曲：新津由衣
リミックス：砂原良徳
ボーナス・トラック。